# Salamina (wyspa)
Salamina (nowogr. Σαλαμίνα, gr. Σαλαμίς, Salamis) – grecka wyspa, największa w archipelagu Wysp Sarońskich. Znajduje się w Zatoce Sarońskiej, na Morzu Egejskim.
Leży w administracji zdecentralizowanej Attyka, w regionie Attyka, w jednostce regionalnej Wyspy, w gminie Salamina.
Stolicą Salaminy jest miasto Salamina, zwane także Kuluri, Κούλουρη, położone niedaleko głównego portu wyspy, Palukii, oddalonego o 1 milę morską od Pireusu. Wyspa ma powierzchnię 93,5 km². W roku 2011 zamieszkiwały 28 283 osoby; dla porównania, w 1971 mieszkańców było 18,4 tys. mieszkańców. Powierzchnia wyżynna, do głównych uprawianych roślin należą winorośla, oliwki i zboża.
Inne nazwy wyspy to Salamis, Kuluri, Sciaras oraz Kychira (ta ostatnia ma pochodzić od imienia matki pierwszego króla wyspy).

## Historia
- Pierwszymi mieszkańcami wyspy byli koloniści feniccy.
- Wyspa jest miejscem urodzenia mitycznego bohatera – Ajaksa (gr.: Αίαντας – Eantas, stąd miejscowość: Eantio)
- Urodził się tutaj antyczny poeta i dramatopisarz Eurypides.
- Za czasów Solona wyspa była przedmiotem walki Aten z Megarą.
- W cieśninie pomiędzy Pireusem i Salaminą rozegrała się w 480 r. p.n.e. bitwa (nazwana bitwą pod Salaminą), zakończona klęską Persów[4].
- Na wyspie w 1899 roku odnaleziono najstarszą znaną tablicę rachunkową. Ma ona formę płyty marmurowej o wymiarach 150 × 75 × 4,5 cm i pokryta jest greckimi symbolami i równoległymi wgłębieniami[5]. Uważa się, że była używana przez Babilończyków ok. 300 roku p.n.e., raczej jako plansza do gry niż narzędzie rachunkowe.
- 23 kwietnia 1941 roku, w trakcie niemieckiej inwazji na Grecję podczas II wojny światowej, port został zbombardowany przez Luftwaffe, w wyniku czego zatonęły dwa greckie pancerniki: Kilkis i Limnos[6].